# Nicolaikirche (Oebisfelde)

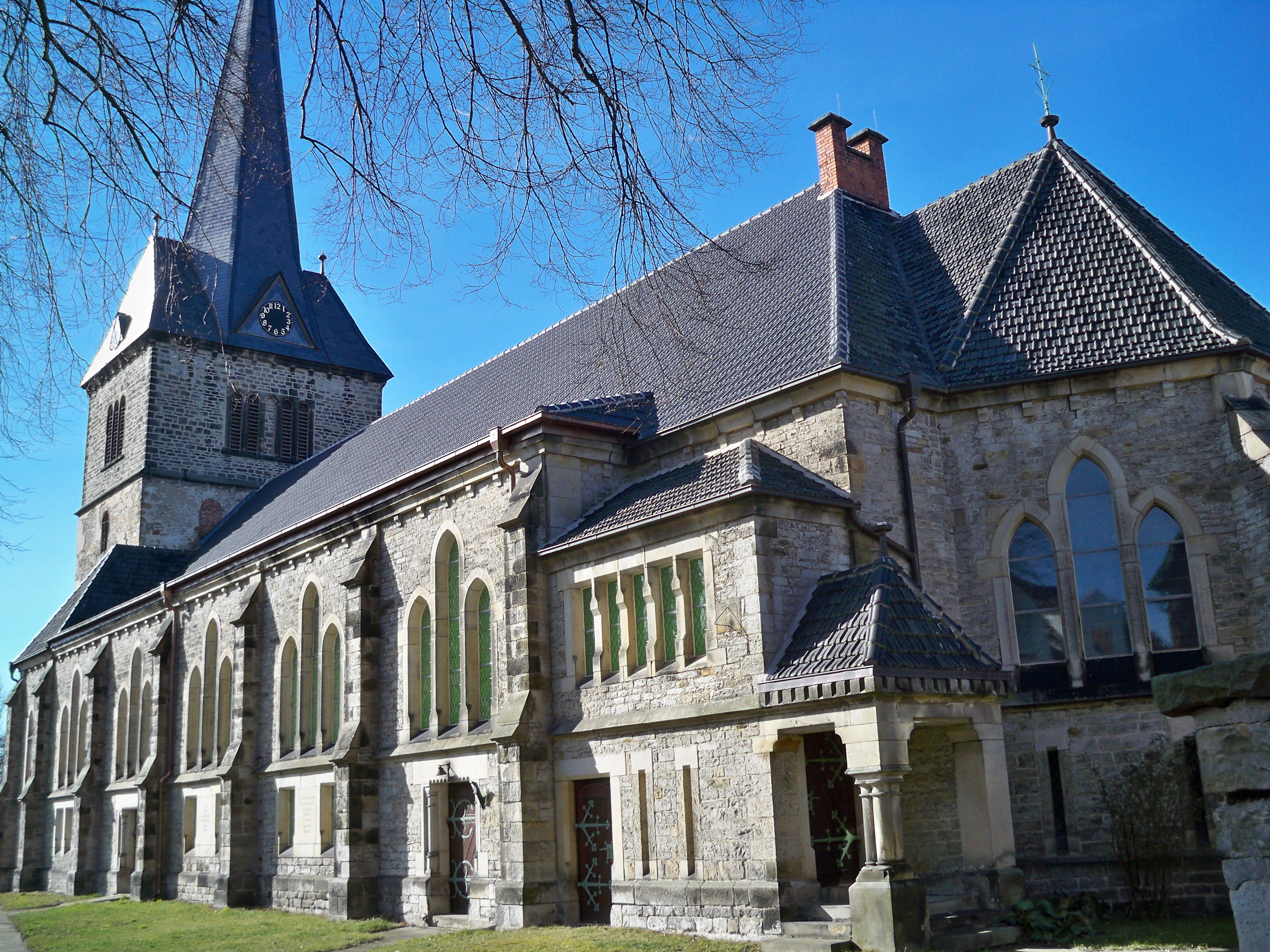
Nicolaikirche von Südosten

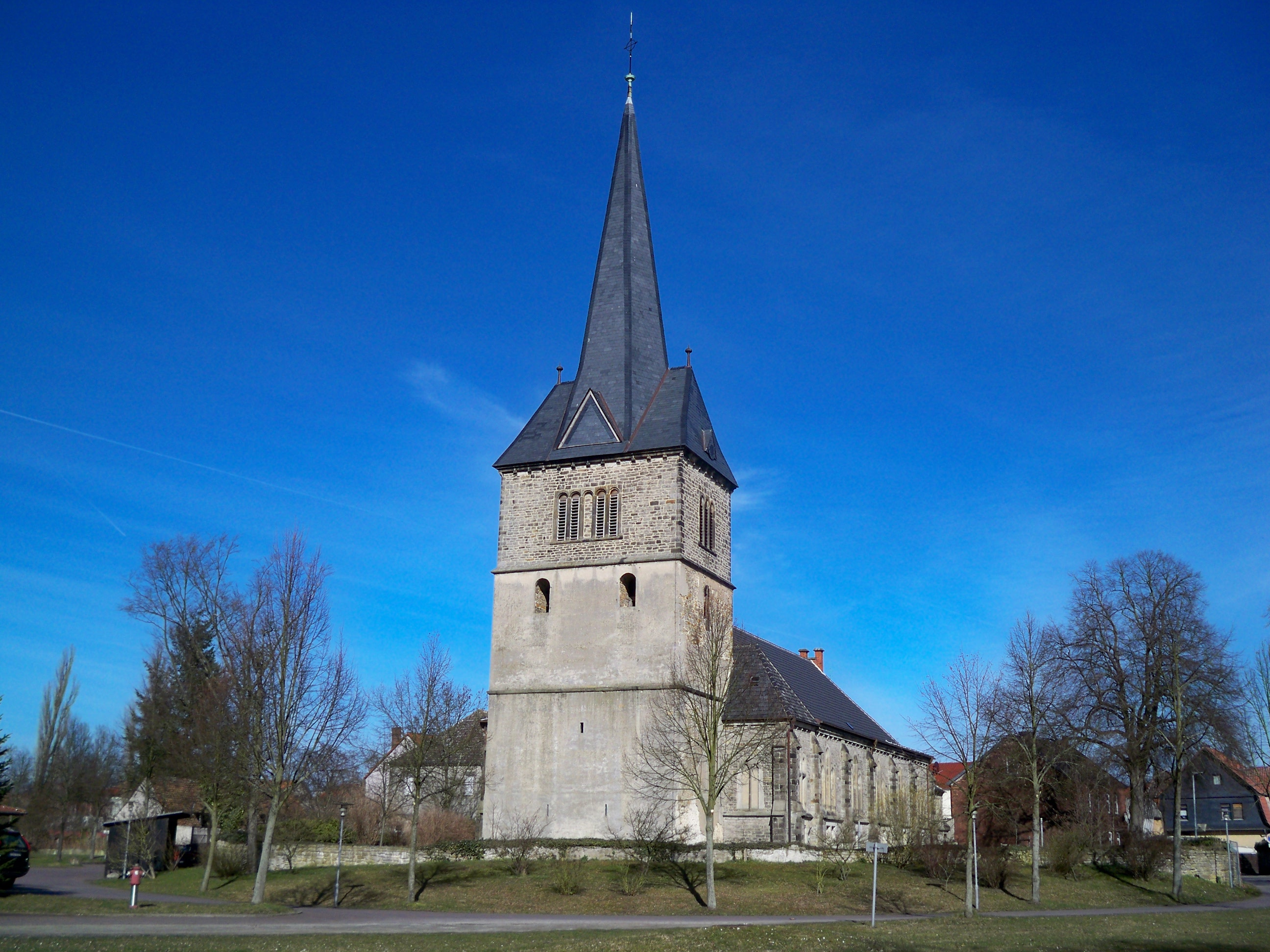
Nicolaikirche von Westsüdwest

Die Nicolaikirche, gelegentlich auch Nikolaikirche, ist eine profanierte Kirche im Ortsteil Oebisfelde der Stadt Oebisfelde-Weferlingen im Nordwesten Sachsen-Anhalts. Sie ist neuromanisch, teilweise auch neugotisch. Ihr Namenspatron ist Nikolaus.

## Geschichte
Der Vorläufer der heutigen Nicolaikirche wurde im Mittelalter als Pfarrkirche für die Orte Kaltendorf (heute Teil Oebisfeldes), Breitenrode, Wassensdorf, Buchhorst, Weddendorf, Niendorf und Bergfriede in Kaltendorf errichtet. Es war eine gotische Kirche mit langgestreckten Kirchenschiff und einem breiten Turm mit einem schmaleren Turmhelm. 1869 entstand die von Adolf Reubke gebaute Orgel.
Im Jahr 1894 entschloss sich die evangelische Kirchengemeinde zu einem Abriss der Kirche, um in gleicher Lage einen Neubau zu errichten. Architekt war Conrad Wilhelm Hase, die Glasbilder schuf der Heidelberger Heinrich Beiler. 1977 wurde die Kirche profaniert und geschlossen, weil die Kirche nur rund sechshundert Meter von der innerdeutschen Grenze entfernt lag und die Zahl der Gemeindeglieder gesunken war. In den nächsten zwei Jahrzehnten wurde sie durch Witterungseinflüsse und Vandalismus beschädigt. Unter anderem wies sie zahlreiche zerstörte, teilweise zugemauerte Fenster und starke Dachschäden auf. 1988 wurde die Orgel an die Kirche in Kloster Neuendorf veräußert. 
1999 wurde ein Förderverein gegründet, der die Sanierung der Kirche initiierte. Zu den ersten Maßnahmen gehörte 2001 die Notsicherung des Turms.

## Architektur und Ausstattung
Die langgestreckte dreischiffige Saalkirche zeigt von West nach Ost. Charakteristisch sind jeweils drei zusammenhängende Fenster – das mittlere größer als die beiden anderen Fenster – an den Seitenwänden und der polygonalen Apsis sowie der schmale, hohe Turm, der auf einem querrechteckigen Sockel mit Satteldach steht. Das Turmdach ist mit Holzschindeln gedeckt, das Kirchendach mit Dachpfannen. Die Wände sind aus Bruchstein gemauert und am Turm teilweise verputzt.
Im weiß gestrichenen Inneren sind Altar, Kanzel und Taufstein als sakrale Elemente erhalten. Eine mit dunklem Holz verkleidete Empore umläuft auf drei Seiten den Innenraum und führt beidseitig bis in den Chor. Die Decke ist eine abgestufte Flachdecke, ebenfalls mit dunkler Holzvertäfelung. Der Altarraum ist durch einen Chorbogen abgetrennt, auf dem der Bibelspruch „Ehre sei Gott in der Höhe und Frieden auf Erden“ (Lk 2,14 ) in schwarzen Buchstaben aufgemalt ist. Der Chorraum ist durch die Buntglasfenster und ein Rippengewölbe gekennzeichnet.

## Nutzung
Die Nicolaikirche wird für Konzerte und sonstige kulturelle Aufführungen genutzt. Die Kirche gehört der evangelischen Kirchengemeinde Oebisfelde.

## Umgebung
Rund 450 Meter südlich steht die im Ursprung romanische St.-Katharinen-Kirche. Sie ist ähnlich groß wie die Nicolaikirche. Die Türme der beiden Kirchen und der Burgturm prägen die Silhouette Oebisfeldes. Westlich der Kirche liegt die Allerniederung.

## Sonstiges
Während der Vorgängerbau in Dokumenten als Nicolaikirche bezeichnet wurde, wird die gegenwärtige Kirche gelegentlich auch Nikolaikirche genannt. So heißt die anliegende Straße An der Nikolaikirche.